# قاسم گرامی
قاسم گرامی (زادهٔ ۱۵ سپتامبر ۱۹۹۲در ساری) یک بازیکن فوتبال اهل ایران است.
از باشگاه‌هایی که در آن بازی کرده‌است می‌توان به باشگاه فوتبال شهداى اسلام اباد و باشگاه فوتبال دهيارى شهرياركنده اشاره کرد.

## بن‌مایه
- مشارکت‌کنندگان ویکی‌پدیا. «Ghasem Gerami». در دانشنامهٔ ویکی‌پدیای انگلیسی، بازبینی‌شده در ۲۶ دسامبر ۲۰۱۶.